# الفكر المتين

الفكر المتين كتاب في علم أصول الفقه لمؤلفه آية الله العظمى السيد محمود الحسني الصرخي 
يحتوي الكتاب على مناقشات في علم أصول الفقه ناقش فيه السيد الحسني بعض الآراء التي ناقشت مدرسة السيد محمد باقر الصدر الأصولية وهو على قسمين (المدخل ، وبحوث أصولية عالية) وكل قسم يحتوي على عدة أجزاء.

## (المدخل)
وهي بحوث أصولية عالية تتضمن نقاشات وتحليلات وتعليقات وإشكالات على بحوث ونظريات أصولية مختلفة لأساتذة متعددين كالشيخ الأستاذ الفياض والسيد الأستاذ الشهيد الصدر الثاني والسيد كاظم الحائري وتقع في أجزاء أربعة وهي:
- الفكر المتين (المدخل) ج1 و ج2 : ھما عبارة عن إشكالات على مباني السید الخوئي والشیخ الفیاض والسید محمود الھاشمي وفیھا یثبت علمیته في النقض ویثبت مباني السید الشھید محمد باقر الصدر، كلھا أو جُلھا ویثبت آرائه ومبانیه إزاء مباني العلماء
- الفكر المتين (المدخل) ج3 : وھو عبارة عن إشكالات على مباني وآراء السید الشھید محمد محمد صادق الصدر ویثبت فیھا مبانیه بإسلوب دقیق ومبسط .
- الفكر المتين (المدخل) ج4 : یتناول فیه مناقشة آراء السید كاظم الحائري التي سجلھا في كتابه مباحث الأصول[3]  وقد جعل السید الحسني ھذا الجزء على شكل حلقات طبعت منه الحلقة الأولى.

## (بحوث اصولية عالية)
وهو عبارة عن بحوث أصولية استدلالية عالية صالحة للمقارنة والمفاضلة مع ما يطرح في الساحة العلمية من بحوث أصولية عالية في العالم الإسلامي وتتضمن شرح الحلقة الثالثة الأصولية للسيد الشهيد (محمد باقر الصدر) وتطبيقات عباراتها وهي على أجزاء ثمانية : 
- الجزء الأول : التعريف بعلم الأصول،
- الجزء الثاني: الحكم الشرعي وتقسيماته،
- الجزء الثالث: حجية القطع،
- الجزء الرابع/ القطع ومبادئ عامة،
- الجزء الخامس/ مباحث الدليل اللفظي القسم الأول،
- الجزء السادس/ مباحث الدليل اللفظي القسم الثاني،
- الجزء السابع / الأوامر،
- الجزء الثامن/ الإطلاق.

وهذه البحوث الأصولية تمثل النظريات الأصولية المختارة للسيد الصرخي الحسني والتي يناقش ويبطل فيها بعض الآراء الأصولية لبعض الأعلام الأموات والأحياء (كالسيد محمود الهاشمي).

## وصلات أخرى
- موقع السيد الحسني الصرخي
- المركز الإعلامي لمكتب للسيد الحسني الصرخي